# IJs (water)

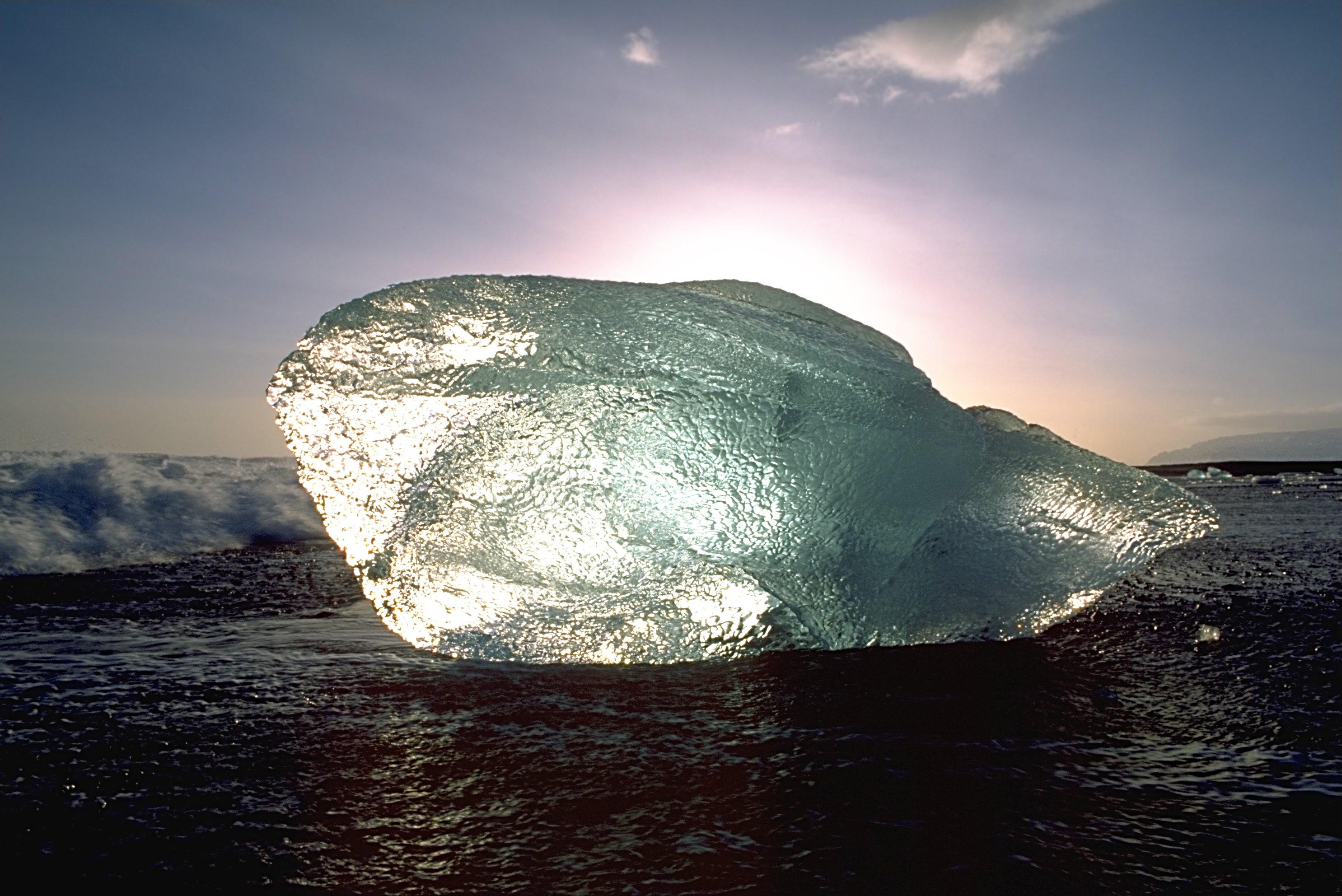
IJs

IJs is de vaste vorm van water en kan zeer uiteenlopende vormen aannemen, variërend van een ijsberg, gletsjer of ijspegel, tot hagel of sneeuw.

## Voorkomen in de natuur

### Glaciologische vormen

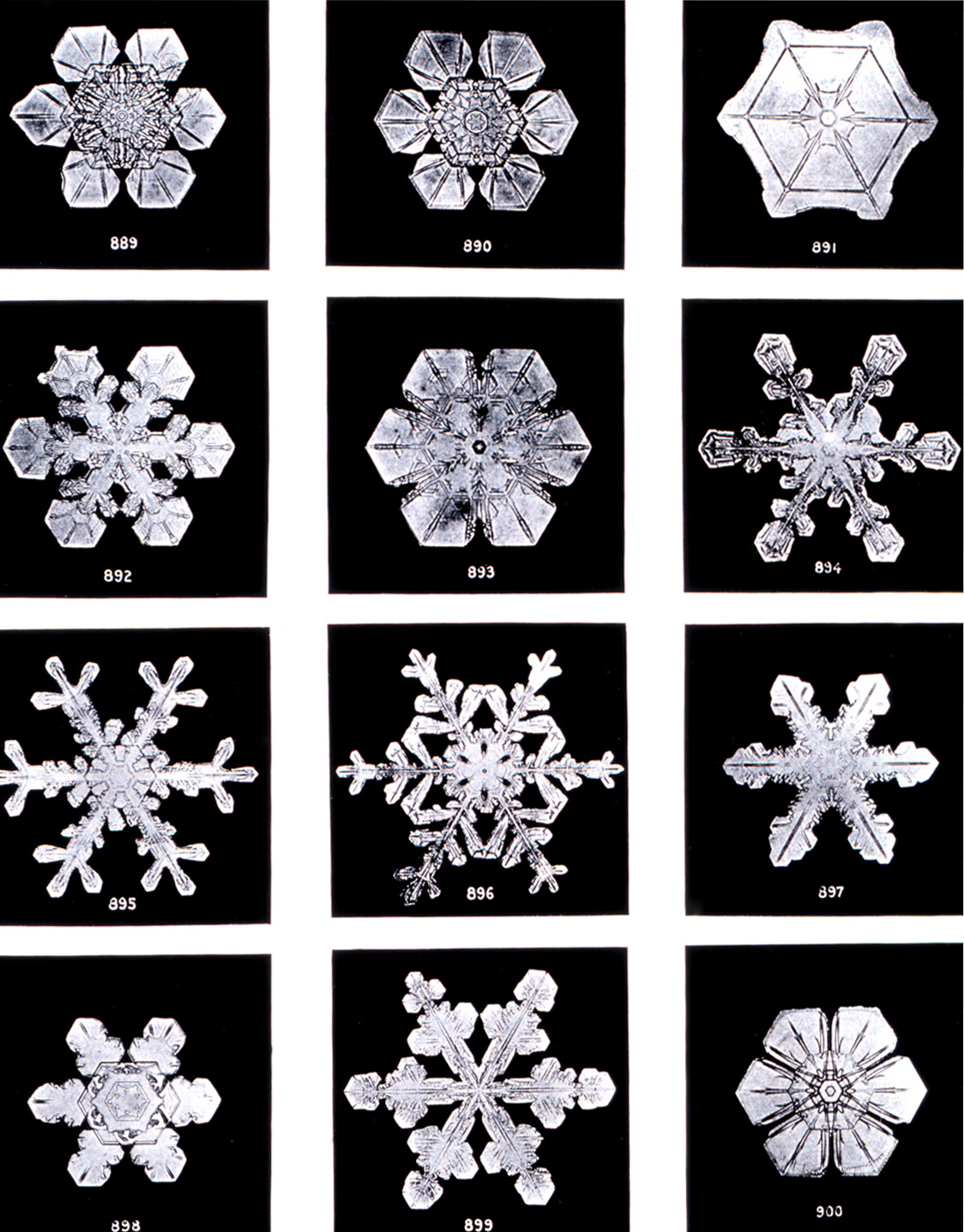
Sneeuwkristallen

IJs komt in grote hoeveelheden voor op Antarctica en Groenland, vormt vele gletsjers en bedekt vele hoge bergketens. Deze ijslagen worden gevormd door neerslag in vaste vorm, en kunnen over een termijn van honderdduizenden jaren worden opgebouwd; in de klimaatanalyse vormen uitgeboorde cilinders uit deze ijslagen met hun ingesloten luchtbellen de beste historische archieven voor de samenstelling van de lucht over de eeuwen.
Vorming en smelting van de grote ijslagen heeft een grote invloed op onze planeet:
- Het ijs reflecteert een groot deel van de binnenkomende zonnestraling waardoor de atmosfeer koeler is
- Als er veel landijs is is het zeeniveau laag; als dit ijs smelt stijgt het zeeniveau

IJs dat zich op de bodem van een waterbekken bevindt, wordt grondijs genoemd. Een ijsplateau (ook wel ijsplaat, ijsbarrière, schelfijs of ijsschol) is een stuk ijs dat in zee drijft na te zijn losgeraakt van een gletsjer of ijskap. Deze vormen van ijs worden bestudeerd door het vakgebied dat glaciologie wordt genoemd.

### Meteorologische vormen
IJs komt in vele structuurvormen voor als een weersverschijnsel of gevolg daarvan. Dit kan zijn neerslag, bijvoorbeeld sneeuw, ijsnaalden, hagel of ijsregen. Ook kunnen door thermodynamische processen faseovergangen plaatsvinden waardoor ijs ontstaat, zoals bij rijp of ruige rijp (ijsbloemen) en bij vriezen (ijzel of ijspegels).

## Structuur
IJs heeft in de meest voorkomende vorm een geordende kristalstructuur, die in de vorm van kleine deeltjes een ijskristal wordt genoemd, maar er bestaat ook amorf ijs met een willekeurig opgebouwde structuur. De kristallen van ijs hebben meestal een hexagonaal kristalstelsel met ribben a = 452,12 pm en c = 736,66 pm. De ruimtegroep is P63/mmc. Er bestaan ten minste achttien verschillende vaste fasen voor water, die in de wetenschap als ijs-I tot en met ijs-XV bekendstaan. Deze vaste fase bestaan uit dezelfde H2O-moleculen, maar dan anders gerangschikt. Dit worden de polymorfen van ijs genoemd. Ze zijn in het onderstaande fase diagram weergeven, bij hoge luchtdruk met een logaritmische schaal op de horizontale as en verschillende temperaturen in °C. Het blauwe gebied links bovenin is de vloeistof fase en de Romeinse cijfers stellen de verschillende vaste fasen van ijs voor. Bij een luchtdruk van 10 GPa ligt het smeltpunt boven de 100 °C. Het hexagonale ijs heet ijs Ih. Elk van deze soorten ijs is (meta)stabiel onder een andere combinatie van druk en temperatuur. De kristalstructuur van de verschillende soorten ijs is niet eenvoudig te bepalen, niet het minst omdat het erg moeilijk is om een enkel geïsoleerd ijskristal te analyseren.

Structuren van ijs
Faseovergangen en -toestanden van water
Hexagonale ijskristallen.
Fasediagram van de polymorfen van ijs.

## Eigenschappen
Een unieke eigenschap van ijs is dat het bij de smelttemperatuur een ca. 10 % lagere dichtheid heeft dan vloeibaar water. Door de beperkingen die de waterstofbruggen aan de watermoleculen opleggen in combinatie met het kristalrooster is het niet mogelijk een dichtere vaste stapeling te verkrijgen. In de thermodynamica heeft de lage dichtheid van ijs tot gevolg dat het onder hogere druk een lagere smelttemperatuur heeft; een vrij unieke eigenschap.
De lagere dichtheid van ijs heeft als gevolg dat ijs op water blijft drijven, en daardoor een isolerende laag vormt die ondiep water in de winter voor totale bevriezing behoedt. Dit heeft waarschijnlijk een grote rol gespeeld bij het ontstaan van het leven op aarde. Water krijgt vanaf 275 watermoleculen de typische ijskristalstructuur.

### IJsoppervlak

Meting van een snede die geneest met een initiële diepte van ongeveer 2,5 micrometer, aangebracht in een ijslaag van 247 K, -26 graden Celsius. De totale hersteltijd bedraagt 205 minuten.

Water in vaste toestand komt op de aarde voor het overgrote deel voor in een hexagonaal kristalstelsel of kubisch kristalstelsel. Daarbij zijn ook enkele tussenvormen van deze twee roosters mogelijk. Binnenin het ijskristal (de bulk-toestand) kan ieder watermolecuul vier waterstofbruggen aangaan met de aangrenzende moleculen, wat zorgt voor een sterke binding die relatief veel energie kost om te verbreken. Om 3 gram ijs te smelten rond het vriespunt is ongeveer 1 kJ aan energie nodig. Echter, watermoleculen aan het oppervlak hebben logischerwijs een kleiner aantal direct aangrenzende buren, en kunnen daardoor minder waterstofbruggen aangaan. Als gevolg hiervan zijn de oppervlakte moleculen losser gebonden, en kunnen relatief gemakkelijk bewegen. De dikte van deze laag is slechts enkele watermoleculen, een zogenaamde ongeordende interface.
In 2022 hebben wetenschappers van de universiteit van Amsterdam aangetoond dat het voor een ijsoppervlak, waarin een kleine snede is aangebracht, energetisch voordelig is om de oppervlakte moleculen opnieuw te rangschikken, met als gevolg dat de snede verdwijnt over tijd. Hierbij komen moleculen door sublimeren even los van het ijsoppervlak om daarna door condenseren weer neer te slaan. Dit gaat in het begin relatief snel, maar daarna remt het proces zichzelf af, zoals in de afbeelding is weergegeven.

## Afbeeldingen

Voorbeelden van ijs
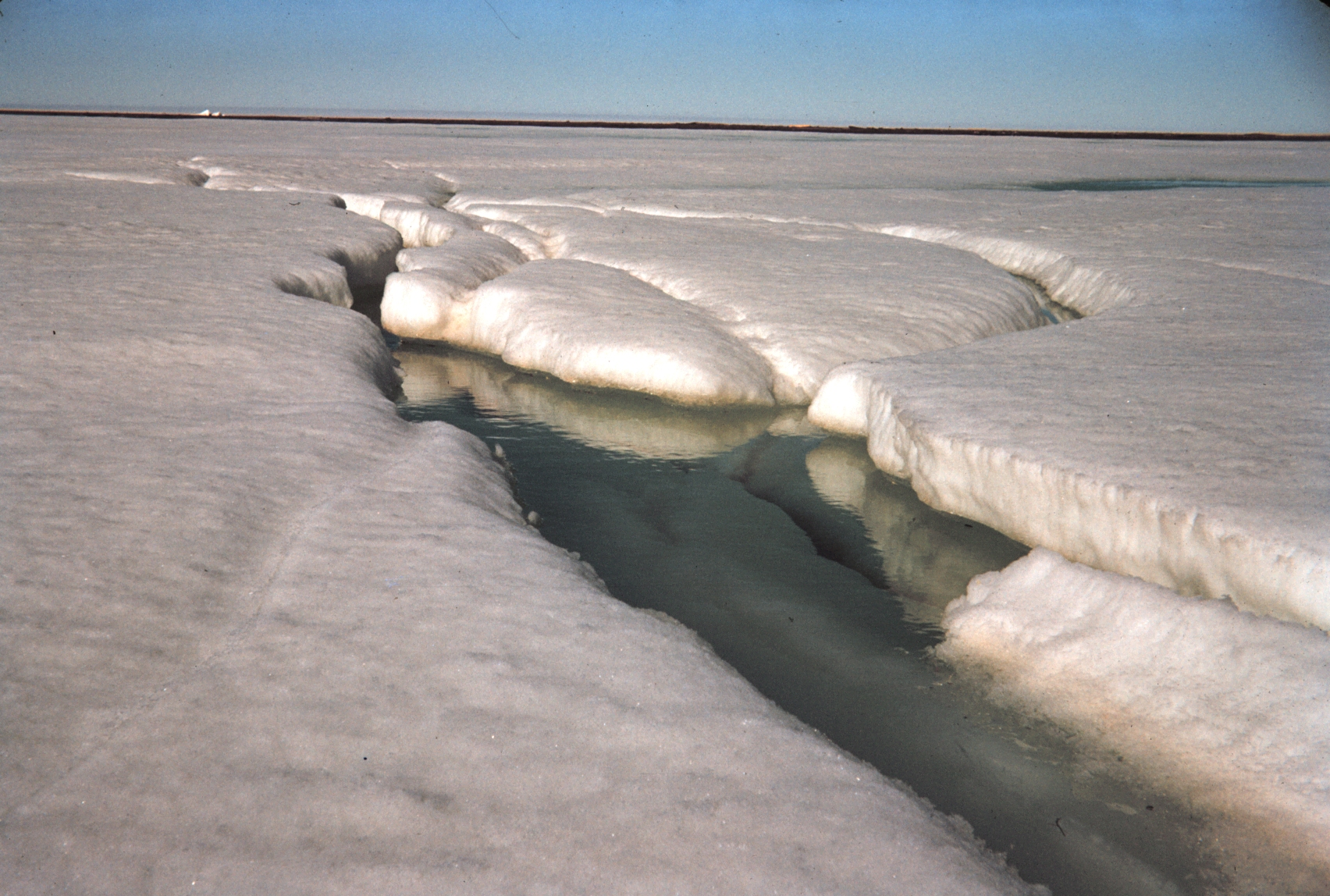
IJs op de pool
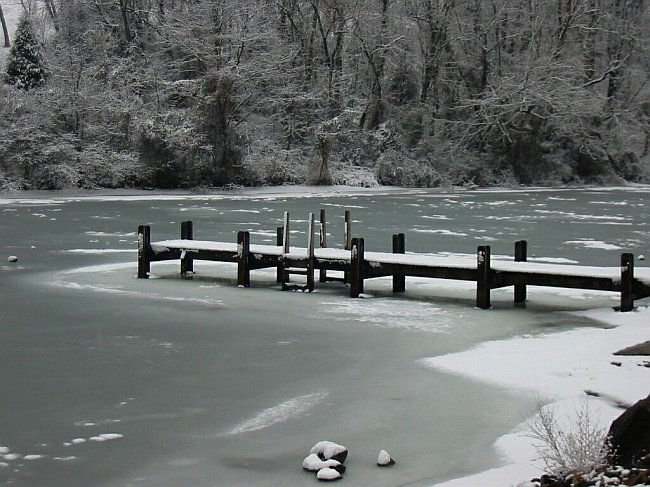
Dichtgevroren meer
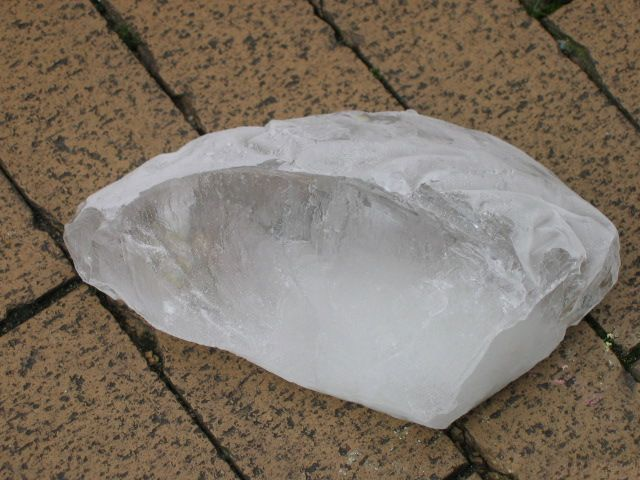
Blok ijs, ca. 20 cm lang
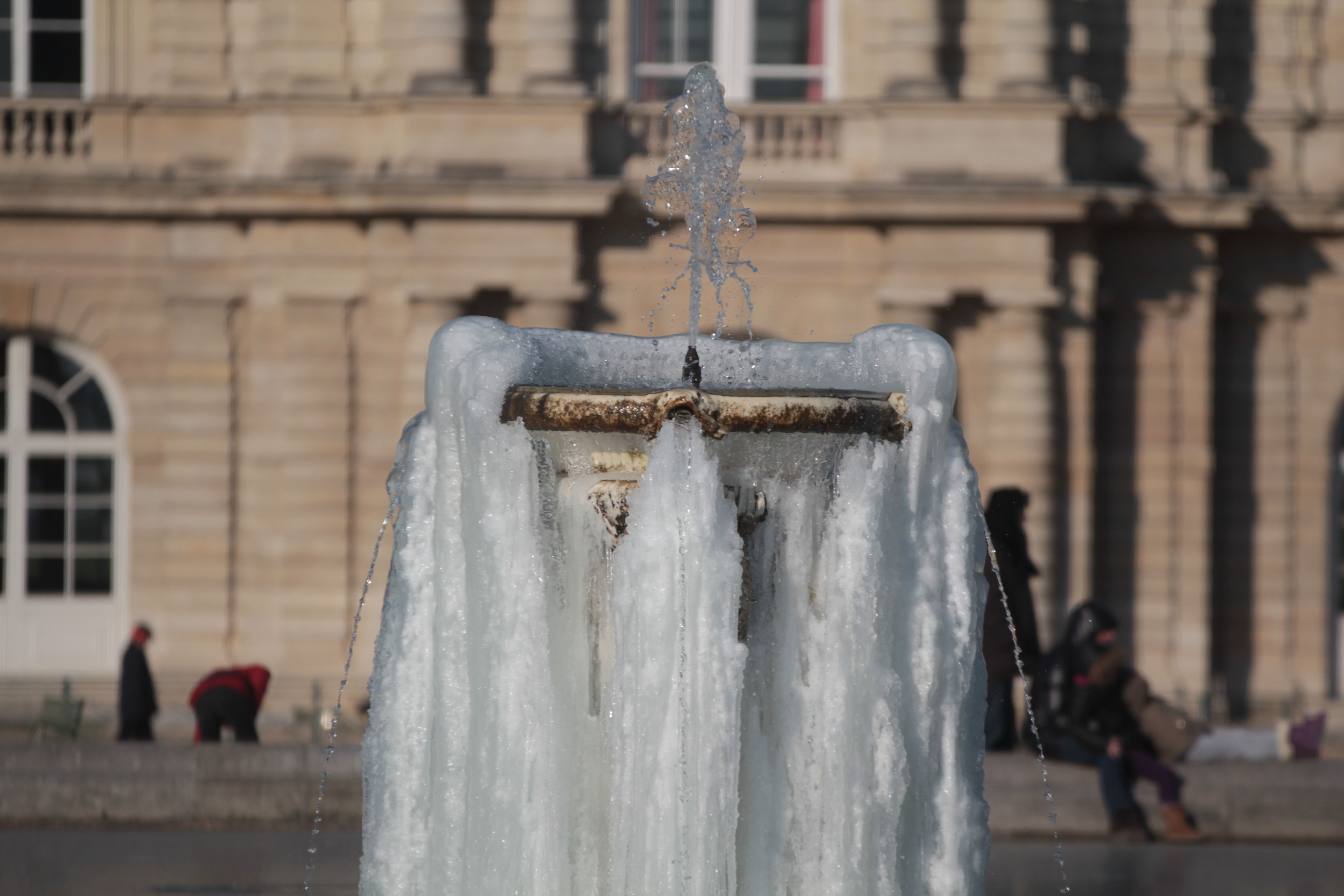
Bevroren fontein in Parijs
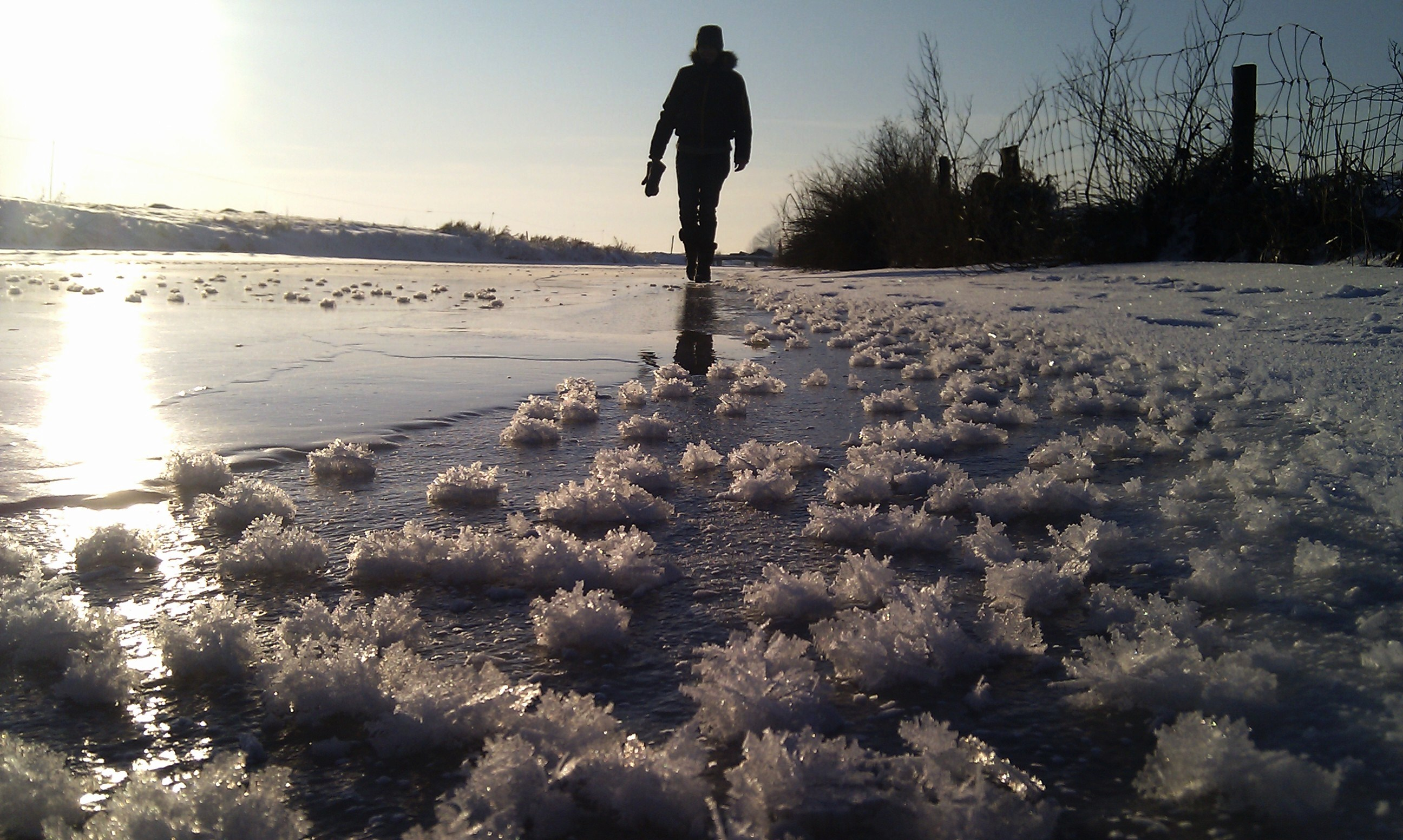
Dichtgevroren sloot met ijskristallen